# Sagay (Camiguin)
Sagay ist eine philippinische Stadtgemeinde in der Provinz Camiguin. Sie hat 12.626 Einwohner (Zensus 1. August 2015).

## Baranggays
Sagay ist politisch in neun Baranggays unterteilt.
- Alangilan
- Bacnit
- Balite
- Bonbon
- Bugang
- Cuna
- Manuyog
- Mayana
- Poblacion

## Sohn der Stadt
- Libran N. Cabactulan (* 1950), Diplomat